# Guillem Ramon de Grevalosa i Josa
Guillem Ramon de Grevalosa i Josa noble català, Senyor de Castellar, Veguer de Manresa, fill de Ramon de Grevalosa i Elionor de Josa. En el Llibre del Veguer en data de 1449 consta com a veguer de Manresa, del Bages, de Berga e del Berguedà, e batlle de dita ciutat.
El 1463, començada la Guerra Civil Catalana Guillem Ramon està documentat com a capità de Manresa. La ciutat es va mantenir lleial al bàndol de la Generalitat i en contra del rei Joan II.